# Viktoria Waltz
Viktoria Waltz (* 1944) ist eine deutsche Architektin, Raumplanerin und Hochschullehrerin.
Von 1973 bis 2007 war sie Dozentin am Institut für Raumplanung der Technischen Universität Dortmund. Ihre Arbeitsfelder waren unter anderem multiethnischer Raum und Identität, Stabilisierung benachteiligter Stadtteile und Beteiligung benachteiligter Gruppen im Ruhrgebiet, die soziale Stadt. Zwischen 1997 und 2000 war sie als Beraterin für Wohnungspolitik im Wohnungsbauministerium der Palästinensischen Autonomiegebiete in Gaza und Ramallah tätig.